# Limnephilus hageni
Limnephilus hageni är en nattsländeart som beskrevs av Banks 1930. Limnephilus hageni ingår i släktet Limnephilus och familjen husmasknattsländor. Inga underarter finns listade i Catalogue of Life.